# José Marroquín
José Marroquín Leal (La Colmena, Allende, Nuevo León; 1 de abril de 1933 - Monterrey, Nuevo León; 6 de febrero de 1998) más conocido como Pipo, el Rey de los Payasos o simplemente 'Pipo el Payaso', fue un presentador de televisión y actor de televisión mexicano.

## Biografía

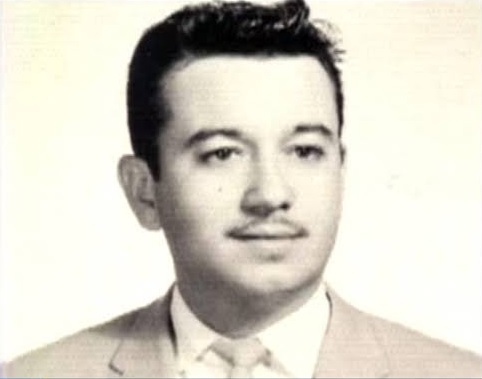
Marroquin Leal de joven.

José Marroquín Leal nació el 1 de abril de 1933 en La Colmena, Allende, Nuevo León. Él estudiaba una carrera para ingeniero de mecánico tornero a los 19 años de edad, que más adelante abandonó porque se quería dedicar a estudiar teatro.
Fue director de teatro y fundador de la escuela de Arte Dramático de la Universidad Autónoma de Nuevo León, siendo un actor reconocido a finales de la década de los años 1950. Por azares del destino, decide promover una obra en el Canal 3, invitándolo a participar en sus programas de televisión.
Por esa razón, recurrió hacer un payaso con ayuda de una persona proveniente de Guadalajara, Jalisco, León Sánchez Arroyo, conocido como "Canelita", haciendo de patiño con el personaje de "El Profesor Patillas". 
En 1961, le piden caracterizar a Bozo realizándolo hasta diciembre de 1963, cuando terminó el contrato de la franquicia para transmitir la serie de Bozo y decidieron no renovarlo por su alto costo. Le dijeron a José que ya no había trabajo, pero para entonces él ya se había enamorado del personaje. Le gustaba mucho ver y escuchar reír a los niños, y era feliz cuando estos lo eran y pensó que la podía hacer por otro lado. Analizando la situación, Mario Quintanilla le sugirió que creara un payaso, para no tener que comprar la franquicia. Al tratar de encontrar un personaje completamente diferente, también se vieron en la necesidad de buscar un concepto nuevo.
La tarea de diseñar al nuevo personaje, fue encomendada a los dibujantes del departamento de dibujo del canal, entre ellos estaban Francisco Castillo y Carlos Vázquez; quienes supervisados por el propio José Marroquín Leal, comenzaron a hacer muchos bocetos mezclando diferentes diseños de vestuario, zapatos, pelucas y diseños de maquillaje. En esa época casi todos los payasos usaban pelucas calvas con cabello a los lados, muy similares a las de Bozo, por esa razón pensaron que la peluca forzosamente tenía que ser diferente; así mismo, el maquillaje debía ser original, para que no fuera parecido a ninguno otro. Los zapatos debían ser grandes, como los de todos los payasos. Se decidieron por unos pantalones bombachos y cortos, al estilo de los años 1930. Pensaron en un payaso que tuviera la mentalidad de un niño listo y travieso, que a su vez educara.
Se hizo una lluvia de ideas que arrojó gran cantidad de posibles nombres y entre ellos salió a relucir uno que cumplía con los requisitos, pues era corto, sonaba bien, era fácil de pronunciar y de recordar: Pipo. El 20 de enero de 1964, inicia su programa acompañado del Profesor Pilocho y siendo presentado ante el público por el conductor torreonense Rodolfo Guzmán, que tenía años viviendo en Monterrey, Nuevo León. Pipo necesitaba ser presentado como toda estrella infantil, y para eso, se le pidió al compositor Áliber Medrano que escribiera un tema musical para la presentación del programa; es así como surgen la siguiente estrofa: Que salga Pipo, que salga Pipo, para que todos empecemos a reír... Y a todos todos, sus amiguitos los invitamos a venirse a divertir....
En los inicios del programa se hizo un segmento llamado  Aventuritas de Pipo,  que fue muy popular. En cada programa, Pipo y el Profesor Pilocho (que era interpretado por Carlos Torres Escobedo) tenían una aventura en algún lugar, siempre enfrentándose a Los malitos. Así fue el inicio de una tradición de "Pipo", que duró 34 años en las pantallas de televisión, que hoy por hoy se ha convertido en parte de la cultura neoleonesa. El programa se transmitió en la XEFB-TV hasta el 6 de febrero de 1998, cuando José Marroquín Leal no apareció en el set. Cuando asociados y amigos llegaron a la casa de Marroquín ese mismo día, descubrieron que había muerto mientras dormía.

## Muerte

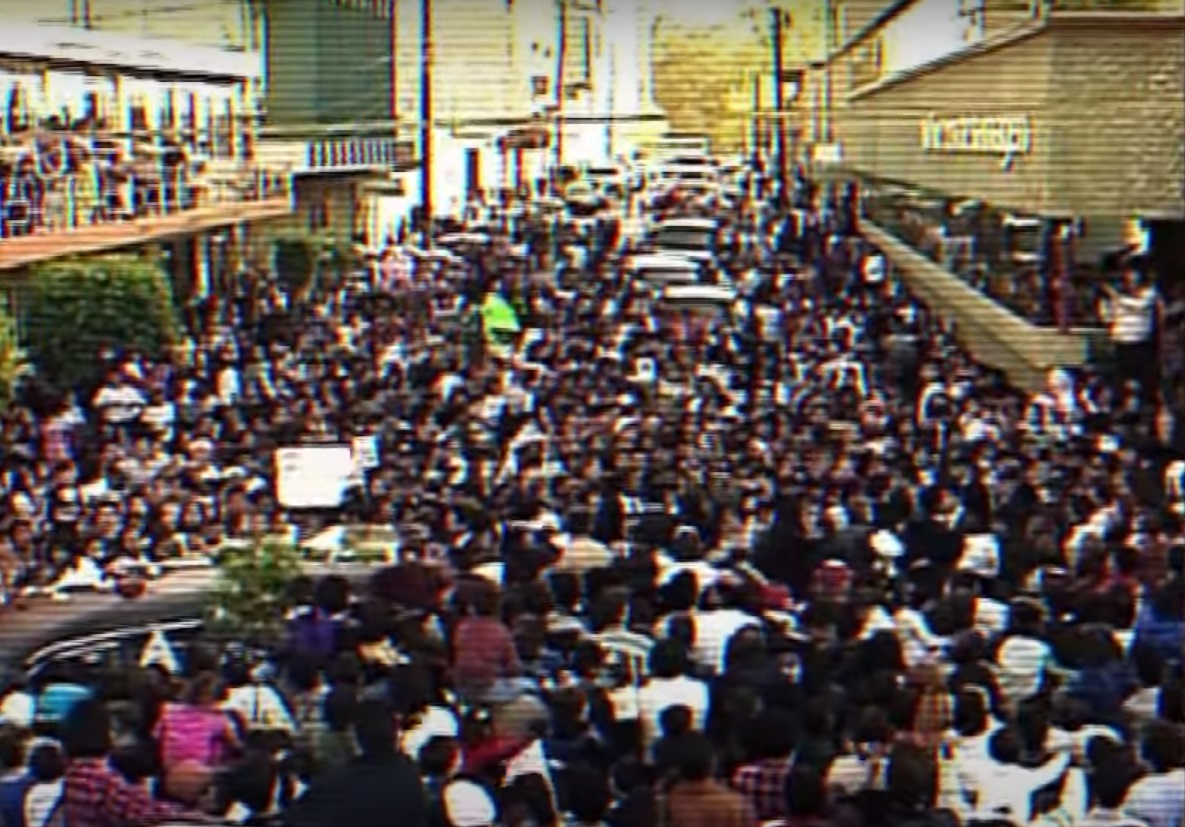
Funeral de Pipo.

José Marroquín Leal falleció en su casa el 6 de febrero de 1998 de un infarto al miocardio. Ese día no acudió a las grabaciones del programa, lo cual nunca había sucedido. Esto motivó su búsqueda por parte de sus amigos y compañeros de trabajo. Al arribar a su domicilio encontraron su camioneta estacionada al frente y la puerta cerrada de su domicilio. Al forzarla, pudieron tener acceso y encontraron a José en el descanset de su sala, en donde falleció en el transcurso de la noche.
Su funeral y sepelio fue transmitido en vivo por la televisora en la que laboró por 37 años, según cifras extraoficiales a su sepelio acudieron más de un millón de personas convirtiéndose en uno de los sepelios más concurridos en la historia de México. Amigos cercanos a José Marroquín Leal comentaron que tardaron más de tres horas en salir del panteón después del sepelio debido a que la asistencia había sobrepasado el cupo del camposanto.

## Discografía
Pipo Grabó alrededor de 70 canciones infantiles entre las que destacan: 
- "Sorpresa"
- "Papá, Papá"
- "Mamá, Mamita"
- "Abuelita"
- "Hoy es tu cumpleaños"
- "Vamos al Jardín"
- "Mi Profesor"
- "Sonríe"
- "Cuando sea Grande"
- "La Aventurita"
- "Mi País"
- "Yo Quisiera"
- "El Circo"
- "Las Siete Notas"
- "Me gusta Cantar"
- "Piedra Papel o Tijera"
- "El Festival"
- "La Piñata"
- "Tus Dientecitos"
- "Un Poquito"
- "El Recreo"
- "Fantasía Espacial"
- "Cuida el Agua"
- "Duerme mi Niño"
- "La Mascotita"
- "La Rueda"
- "Los Meses del Año"
- "El Mejor en la Clase
- "Noche de Navidad"
- "Baila Gimnasia"
- "Las Tablas"
- "Nos Vamos de Campamento"
- "Mi Bicicleta"
- "La Excursioncita"
- "Cuéntaselo a tus Papas"
- "La Zona Escolar"
- "Pip, Pip"
- "Un Arbolito"
- "Animales en Extinción"
- "El Corrido de Monterrey"

- Datos: Q11685992